# Дарёобод (джамоат Чимтеппа)
Дарёобод (тадж. Дарёобод) — село в районе Рудаки Республики Таджикистан. 
Входит в состав джамоата (сельской общины) Чимтеппа района Рудаки.
Находится недалеко от г. Душанбе, на расстоянии 9 км от райцентра (пгт. Сомониён) и 3 км от центра общины (село Гулпарвар).
Население — 3279 чел. (2017).